# 観月奏
観月 奏（みづき かなで、1996年7月15日 - ）は、日本の元ストリッパー（浅草ロック座所属）。AV女優としても活動（ファニットエンターテイメント所属）。

## 略歴
2015年9月11日、浅草ロック座で開催された「SODプレミアムナイト」で初舞台。
同年10月11日、浅草ロック座で本格的にストリップデビュー。
2016年1月、SODクリエイトの「副職AV女優」レーベルからAVデビュー。
同年8月にストリッパーを引退し、間もなくAV女優としての活動も休止（公式のブログとツイッターは削除）。
2018年より「星咲マイカ（ほしさき まいか）」として主にネット配信作品に出演。AV女優としての活動を再開。アロハプロモーション所属。

## 人物
東京都出身。
趣味はカフェ巡り・ショッピング・読書、特技はバレエ。
高校生の時にストリッパーを追いかけたドキュメント番組を見てストリップに興味を持つ。高校卒業後に浅草ロック座で初めて目の当たりにしたストリップの美しさに感動し、ストリッパーを志した。
「SODプレミアムナイト」出演を機にSODから声を掛けられ、またストリップで知り合ったAV女優から話を聞きAVに興味を持ち、出演することでストリップへの注目度や知名度を上げたいという思いからAV出演を決めた。

## 出演作品

### アダルトDVD（「観月奏」名義）
2016年
- 「私の職業、何だか分かりますか?」 観月奏 AV Debut（1月8日、SODクリエイト）
- 本職 浅草ロック座 踊り子 観月奏 19歳 絡み合う舌と舌、吐息だけで感じ合う、言葉はもういらない… 目と目で通じ合い、感じ合う濃厚で濃密な、大人の本気セックス（2月18日、SODクリエイト）
- 本職、浅草ロック座 踊り子 観月奏 19歳 快感に身体が仰け反る連続絶頂4本番（3月17日、SODクリエイト）
- 本職、浅草ロック座 踊り子 観月奏 19歳 一泊二日 連続絶頂中出し温泉旅行（4月21日、SODクリエイト）
- 超絶エッチで可愛い!! 現役ロック座の踊り子、観月奏がアナタの妹になってツンデレ近親相姦生活 中出し付き!（5月26日、SODクリエイト）
- 副職AV女優 誕生1周年記念作品集 本職を持つ12名の一般女性が、副職でAV女優になる瞬間 恥じらい満載の厳選したデビューSEX+蔵出し未公開SEX&エロシーン 8時間2枚組（6月23日、SODクリエイト）他出演:松下紗栄子、水谷あおい、島崎結衣、天衣萌香、浅田結梨、真鍋ゆうき、山口沙英、二宮和香、青山れん、真木ゆかり、宮益ことは
- ストリッパー中出し20連発（8月6日、アイエナジー）
- 妹3人にいたずら子作り 2（12月13日、ZUKKON/BAKKON）共演:大島美緒、さくらみゆき

2017年
- オトナ未満 大人になりたい美少女の本気SEX（2月25日、マックス・エー）
- おねだりがエロ過ぎる 清楚系スケベ美少女の素直な性欲（7月1日、S-Cute）他出演:白百合ましろ、五十嵐星蘭、金井みお、宝生リリー、伊藤紅蘭
- SEXの温度 美乳な美少女のぬくもりを感じるエッチ（9月1日、S-Cute）他出演:八乃つばさ、愛花みちる、富田優衣、神山しずく、河音くるみ

### アダルトDVD（「星咲マイカ」名義）
2019年
- 涎垂れ流しフェラと子宮口直撃騎乗位 ワーキング・ビッチレディはホテルに籠り、口に出来ないほど破廉恥で濃厚な、セックス漬けに堕ちてゆく…。（1月25日、オーロラプロジェクト・アネックス）
- ちょっぴり過激な性教育!? 女子○生逆さイラマ体験!! 喉奥で感じ、えずき汁で顔を汚される快感に思わず発情!?子宮と喉奥でデカチンをくわえ込む!!（1月25日、DOC）※「あやか」名義　他出演:こなつ、なおみ、さおり
- 罠に落された清楚妻（2月13日、オーロラプロジェクト・アネックス）
- 120%リアルガチ軟派伝説 vol.69 in 仙台（2月15日、プレステージ）他出演:水樹璃子、椿井えみ、香澄しおり、千夏麗
- ゲレンデで見つけたスノボ女子大生を童貞のフリした絶倫男が激ピストン!! イってもイッテてもガン無視ガン突き!絶頂マ○コはキューッと締まってエビ反り連続中出し!!（2月15日、DOC）※「まいこ」名義　他出演:りり、まりえ、みか
- カリスマ主婦モデル 松本喜美子(仮) SNS炎上閉鎖をきっかけにやけっぱちのAV出演（2月21日、Mr.michiru）※「松本喜美子」名義
- 三十路清楚妻ガチナンパ! 「童貞君の筆おろししてください!」若くて固いち●ぽにイクッイクッと本気イキ! 「もうイッてるからダメッ…」と懇願する人妻をさかりのチンパンジーみたいな暴走ピストンでイカせ続けて生中出し!（2月22日、赤面女子）他出演:香澄しおり、羽田つばさ、我妻澪
- 第5回 ノーパンスウェット染みたら負けよ電マ濡れ我慢対決（3月13日、はじめ企画）他出演:星川凛々花、木葉ちひろ、美咲かんな、桐谷なお ほか
- 中出しまでのカウントダウン。（3月25日、マドンナ）
- 初心で可愛い素人女子校生の「大きなオッパイ」をチューチュー吸わせてもらってカッチカチの生チン掴んでもらい授乳手コキへ! 母性本能くすぐられた乙女たちの優しさに付け込み生マン目指して御礼SEX挿入へ! 「えっ?ダメだよ!?」 チ○コで掻き回されて気が動転しててもお構いなしに中出ししちゃいました!（3月27日、FIRST STAR）※「まいか」名義　他出演:みつき、みかり、みすず
- お姉ちゃんなのに弟のチ●ポに犯されたい（4月1日、sister）
- 一度イッたら止まらない! 大人しそうな清純派女子●生12人が大胆に何度も昇天! マン汁くちゅくちゅイキまくりオマ●コ指入れ自画撮りオナニー4時間（4月1日、ロリオナ）他出演:浅田結梨、倉木しおり、はるかみらい、上川星空、水谷あおい、今井麻衣、優梨まいな、ひらり、椎葉みくる、富田優衣、阿部栞菜
- ヤレる人妻回春マッサージ 23 〜中出し交渉盗撮〜（4月1日、変態紳士倶楽部）他出演:水野朝陽、松永さな、新波リア ほか
- ボクの会社のおしゃぶり大好き変態OLはイってもイっても止めないジュポジュポ追撃フェラで何度も射精させてくれる（4月1日、変態紳士倶楽部）他出演:美咲かんな、紺野ひかる、三原ほのか、星空もあ、逢沢りいな、倉多まお、水野朝陽、松永さな、野々宮みさと、月島舞香、山井すず ほか
- マジックミラー号 友達同士の女の子がシェアチ○ポ Wフェラチオ体験（4月25日、ROCKET）他出演:山井すず、黒川すみれ、桐山結羽 ほか
- センセイと呼ばれてるうちの嫁は一体なんの先生なんだろうか?（4月25日、バルタン）
- デリヘル呼んだら姉が来た! 結果、お店に内緒で中出し本番セックスする事になる 16（5月1日、sister）他出演:倉木しおり
- 大好きだったオナネタ女先生に童貞卒業のお願い! 元教え子との筆下しSEX! 夢中で腰振り合計12発!（5月15日、ピーターズ）他出演:篠崎かんな、並木塔子
- 乳首責め専門デリヘル嬢に騎乗位で生中出し 3（5月23日、Mr.michiru）他出演:通野未帆、星奈あい、三島奈津子、水川かずは、小谷みのり
- 鬼過激セルフイラマチオ 〜猛口撃限定!喉奥の奥の奥まで過激にぶっこみまくるチ○ポ狂達のパフォーマンス〜（5月25日、SEX Agent）他出演:小日向まい、七海ゆあ、浜崎真緒、松下ひな、知花みく、紺野ひかる
- 見つめ合うねっとりフェラチオ 2 〜ジっと見つめ合う僕ら。おクチでおマ○コを創るカノジョ〜（5月25日、SEX Agent）他出演:紺野ひかる、小日向まい、阿部乃みく、浜崎真緒、知花みく、七海ゆあ
- 完全ガチ素人実録! 既婚者の間で大ブームになっている「既婚者限定合コン」を激写! 既婚者同士だからこその余裕と落ち着いた合コンに完全密着! 男性にカメラを渡してハメ撮りを依頼してみたら想像以上の酒池肉林のエロ〜い合コンが撮れました! 相手がいる既婚者同士なのに生でずっぽりハメでチ●ポを味わったあとはまさかのザーメン生中出し!?（6月14日、S級素人）共演:植村恵名　他出演:黒宮えいみ、初瀬かのん
- 新作撮り下ろし!2作品同時収録! 仲良し一家強制近親相姦/スッピンのままで遅刻出勤してきた新人OLをパワハラ全開でセクハラしまくって感じさせろ!（6月19日、アパッチ）他出演:桜木優希音、通野未帆、花宮レイ、河合ののか、桜庭ひかり、水谷あおい ほか
- ゲリラ手コキ 〜なんの前触れもなく突然襲い掛かる手コキの嵐、その時あなたは〜（6月25日、SEX Agent）他出演:紺野ひかる、浜崎真緒、知花みく、小日向まい、七海ゆあ、松下ひな、白咲ゆず、五月女千夏
- 近所のお姉さんが露出度高い部屋着を着ているせいで横から見える横乳がやばすぎる! 興奮を抑えようとして見ないようにしていたけど、ムラムラが止まらなくなってしまい…（7月12日、SCOOP）他出演:皆瀬杏樹、喜多方涼
- 「誰のフェラが一番気持ち良かった?」フェラに自信満々の姉友たちがボクのチ○ポでフェラテクを披露すると言い出し集団フェラの神展開に!! 大学生になったボクは姉と2人暮らしを始めたのですが、姉の女友達がしょっちゅう家に来るので肩身が狭すぎます!今日も宅飲みが始まって過激なエロトークが部屋からダダ漏れ!するとエッチ事情を暴露し始めた姉友たち…どうやら話は誰が一番フェラがうまいか。どんだけスケベな話をしているんだと思っていたら、ボクのチ○ポでフェラテクを披露すると言い出してきた…!!「バキュームフェラ!」「ねっとりローリングフェラ!」「高速キツツキフェラ!」…今まで味わった事の無い超エロテクフェラで大満足していたボク…。これで終わると思いきや誰が一番気持ち良いかを競い合う内に、フェラだけでは満足できず完全に発情してしまった彼女たちは挿入も求めてきた!!発射するたびに得意のフェラで何度も何度も勃起させてはハメまくり!!ボクのチ○ポが勃起しなくなるまで何度も何度も中出しを求められた!!（7月19日、Hunter）共演:桜木優希音、河合ののか、梨杏なつ、星あめり、美月まい
- 顔出し!女子大生限定 ザ・マジックミラー リアル友達関係の男女の素人大学生が生まれて初めての素股に挑戦! in池袋 4 2人っきりの密室でクリトリスとチ○ポを擦り合わせると友情の壁を超え我慢できずにヌルッと挿入してしまうのか!? 4 人生初の真正中出しスペシャル 2枚組8本番!（8月7日、ディープス）他出演:高美はるか、雪美千夏 ほか
- ボクだけが知っている超可愛くて頭の良い幼馴染のエッチな秘密!『ダメ!このままじゃ本当に挿っちゃうよ!!』 切ない表情で見つめながら拒絶しようとするもどこかで期待している巨乳幼馴染と素股していたらヌルヌルでズボ!結局生挿入&生中出し!!しちゃったら怒るどころか幼馴染がボクの上にまたがり激しく腰を振る高速グラインド騎乗位で何度も求めてくるほどのド淫乱女子に豹変!!（8月7日、Hunter）他出演:稲場るか、岬あずさ、NIMO ほか
- 某上場一流企業で働く美人受付嬢濃密4本番（8月9日、BAZOOKA）他出演:倉多まお、石川祐奈、植村恵名
- 人妻熟女デリヘル嬢 本○映像流失4連発!! X 4時間 【若妻編】（8月23日、キネマ座）他出演:松下美織、姫川ゆうな、桜木優希音

### VR（「星咲マイカ」名義）
- お尻大好きVR HQ最高画質60P 星咲マイカのお尻を後ろからずっと見ていたい（2019年1月18日、ちんちんVR）
- 昔付き合ってた彼女がノーブラで乳首ポッチになった巨乳をちらつかせて僕を誘惑? 普段から欲求不満だったのか僕のチ●コが忘れられないのか、むしゃぶりつくように舐め回し、僕を何度もイカセる痴女に変貌（2019年3月4日、KMPVR-bibi-）
- 常連になれば何かあるかも!? 欲求不満なデリバリースナックのママ（3月29日、CASANOVA）
- 妻がすぐ近くにいるにも関わらず、隣人の爆乳奥様が僕を誘惑?!（4月5日、KMPVR-bibi-）共演:三島奈津子

## テレビ
- 田村淳の地上波ではダメ!絶対! #9（2016年8月4日、BSスカパー!）